# Johann von Heydeck
Freiherr Johann (Hans) von Heydeck (* 1500; † 20. Januar 1554 in Eilenburg) war ein württembergischer und kursächsischer General.

## Leben

### Familie
Johann V. war ein Angehöriger des edelfreien Adelsgeschlechts der Herren von Heydeck. Seine Eltern waren Johann VI. von Heydeck († 1506) und Ottilia Schenkin von Limpurg. Er vermählte sich mit Elisabeth von Rappoltstein (1523–1563) und hatte mit ihr sieben Kinder:
- Wilhelm von Heydeck (1544–1588), Herr zu Heydeck, Pfandherr zu Sulzbach, ⚭I Magdalena von Bollweiler († 1575); ⚭II 1579 Magdalena von Gleichen († 1596)
- Hans Georg von Heydeck (1545–1564)
- Ottilia von Heydeck (1547–1551)
- Johann Friedrich von Heydeck (* 1548)
- Johanna von Heydeck (* 1552)
- Hans Burkhard von Heydeck († 1596)

### Werdegang
Heydeck stand zunächst unter Karl V. in kaiserlichen Militärdiensten. Im Schmalkaldischen Krieg wechselte er in württembergische Dienste und führte im Rang eines Generals die Truppen Herzog Ulrichs. Mit drei Regimentern zu Fuß eroberte er die Städte Dillingen und Donauwörth. Nach dem vom Kaiser erzwungenen Abfall seines Dienstherren vom Schmalkaldischen Bund, begab er sich in kursächsische Dienste. Seine Truppen vereinigte er mit denen von General Wilhelm von Thumbshirn und nahm so an der für die Protestanten siegreichen Schlacht bei Drakenburg teil, in der die kaiserlichen unter Herzog Erich von Braunschweig geschlagen wurden. Da er aber bereits nach der Schlacht bei Mühlberg vom Kaiser in die Reichsacht genommen wurde, emigrierte er hiernach kurzzeitig in die Schweiz. Doch schon 1550 führte er bei Magdeburg Herzog Moritz von Sachsen 4000 Mann Truppen zu. Er blieb dann auch im Markgrafenkrieg im Dienst Herzogs Moritz von Sachsen und nahm auch an der Schlacht bei Sievershausen mit ihrem tragischen Ausgang teil. Heydeck beschloss sein Leben im Folgejahr als Amtshauptmann zu Eilenburg.

## Grabdenkmal
Für Heydeck ließen seine Frau und die Kinder in der Eilenburger Kirche St. Marien ein großes sandsteinernes, mehrfach gegliedertes Epitaph errichten. Auf diesem ist er mittig als lebensgroße dreiviertelplastische Figur in Feldherrenpose dargestellt, während sich darüber ein großes Schriftfeld befindet. Das Epitaph ist eine vorzügliche Bildhauerarbeit, die sich allerdings in keinem guten Zustand befindet.